# Lijst van personages uit The Flintstones
Dit is een lijst van personages uit de Amerikaanse animatieserie The Flintstones en de hierop gebaseerde spin-off-films.

## Familie Flintstone

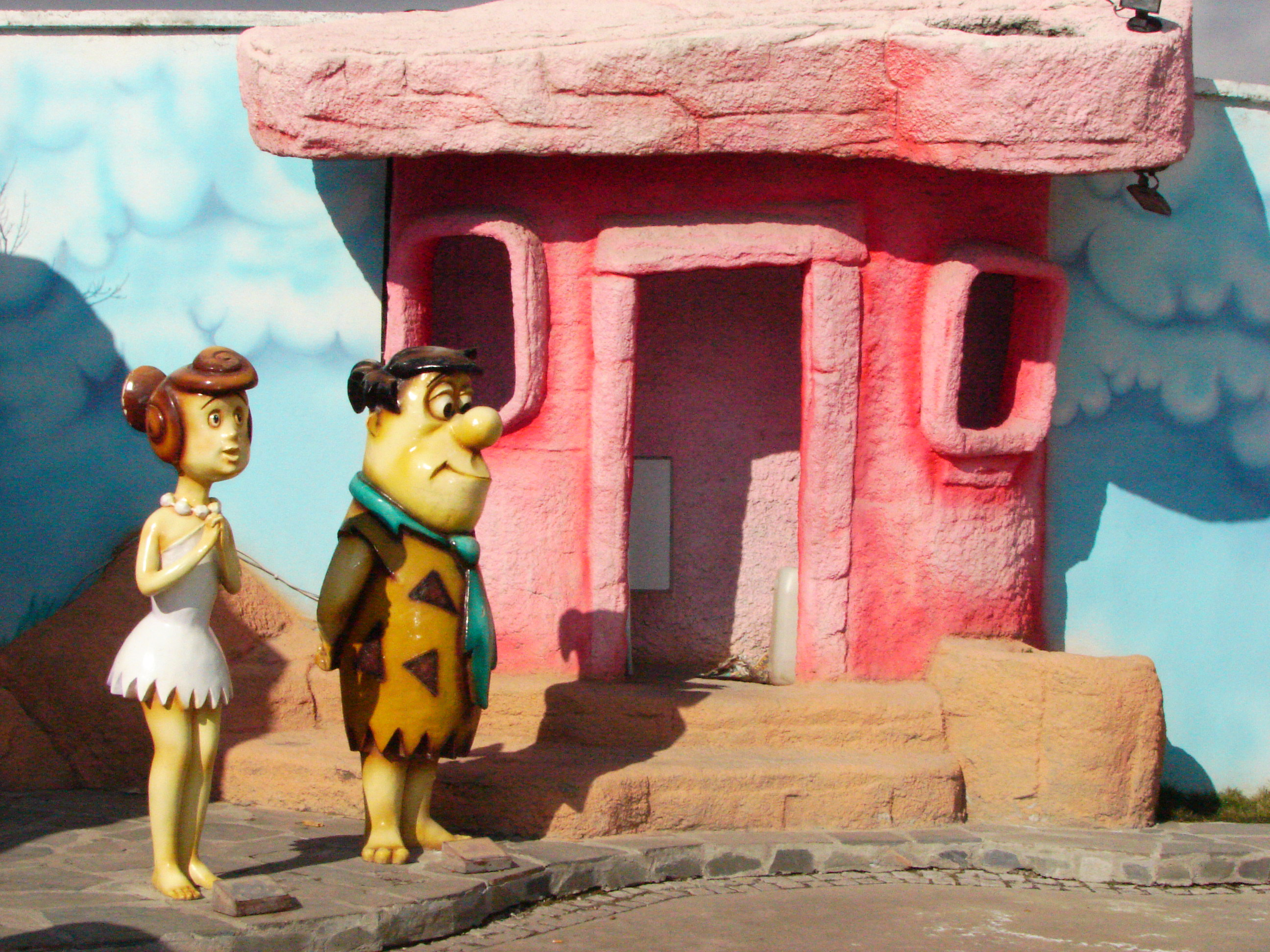
Wilma (links) en Fred (rechts) Flintstone

De familie Flintstone is een fictief gezin uit de prehistorie. Het gezin bestaat uit Fred Flintstone, zijn vrouw Wilma en hun dochter Pebbles. Ze hebben twee huisdieren: een dinosaurus genaamd Dino en een sabeltandtijger met de naam Baby Puss.

### Fred Flintstone
Frederick Joseph "Fred" Flintstone is een van de primaire protagonisten van de serie. Hij is getrouwd met Wilma en heeft een dochter genaamd Pebbles. Hij heeft zwart haar en draagt een oranje dierenvel met zwarte vlekken en een stropdas.
Freds persoonlijkheid is grotendeels gebaseerd op die van Ralph Kramden uit de serie The Honeymooners en Chester A. Riley uit The Life of Riley. Fred schreeuwt vaak, komt vaak agressief over en smeedt voortdurend plannen om de status van zijn familie te verbeteren. Maar diep van binnen heeft hij een hart van goud.
Fred werkt aanvankelijk als "bronto-kraanmachinist" bij Slate Rock and Gravel Company, maar gaat later bij de politie werken. Freds interesses zijn bowlen, pool, poker, luieren in huis en golf. Vooral in die eerste twee is hij erg bedreven. Zo heeft hij al meerdere bowlingwedstrijden gewonnen. 
Fred haalt Barney soms over om samen te liegen tegen hun vrouwen over waar ze heen gaan. De dames komen daar natuurlijk achter. En hoewel de dames heel smal zijn, zijn de beide heren doodsbang voor ze als ze kwaad zijn. Maar uiteindelijk komt het weer goed. 
Fred komt oorspronkelijk uit "Arkenstone". Zijn familie heeft al jarenlang een vete met de familie "Hatrock".
Freds catchphrase is "Yabba-Dabba-Doo!".

### Wilma Flintstone
Wilma Pebble Slaghoople Flintstone is de vrouw van Fred en moeder van Pebbles. Ze heeft rood haar en draagt een wit dierenvel. Wilma's persoonlijkheid is gebaseerd op die van Alice Kramden, de vrouw van Ralph Kramden uit de serie The Honeymooners. Net als Alice heeft Wilma een sterke wil en levert ze vaak kritiek op Freds plannen. Ze is ook degene die Fred steeds uit de problemen mag halen als zijn plannen mislukken.
Er bestaan tegenstrijdige verhalen over hoe Wilma en Fred elkaar hebben leren kennen. In de originele serie werd vermeld dat ze Fred leerde kennen toen ze als jonge volwassene werkte in een resort, maar in de serie The Flintstone Kids wordt getoond dat zij en Fred elkaar al vanaf hun kindertijd kennen. Sinds haar huwelijk met Fred is Wilma een typische huisvrouw. Verder houdt ze van winkelen en het doen van vrijwilligerswerk. In latere series is ze journaliste voor de krant “Daily Granite” geworden. Nadat haar dochter het huis had verlaten, begon ze een eigen cateringservice.
Ook Wilma's geboortenaam is onderwerp van discussie, daar die per serie varieert. De twee meest gehoorde namen zijn "Pebble" en "Slaghoople".

### Pebbles Flintstone
Pebbles Flintstone is de dochter van Fred en Wilma, en tevens hun enige kind. Ze werd geboren tijdens het derde seizoen van de originele animatieserie en werd in die serie verder gezien als baby en kleuter. In latere spin-offseries is ze ook te zien als tienjarige, tiener, adolescent en volwassene.
Pebbles is haar hele leven goede vrienden met Bamm-Bamm, het zoontje van de buren van de Flintstones. In haar kindertijd was Pebbles een uitstekende honkbalspeler. Als tiener leidde ze haar vriendenclub, bestaande uit Wiggy, Moonrock en Penny, geregeld in lastige situaties, meestal als gevolg van het feit dat ze net als haar vader steeds plannen smeedde die altijd fout aflopen. Als volwassene trouwde ze met Bamm-Bamm en maakte ze carrière in de reclamewereld.

### Dino
Dino is een van de twee huisdieren van de familie Flintstone. Hij is, zoals zijn naam al aangeeft, een dinosaurus. Zijn rol als huisdier is vergelijkbaar met die van een hond; zo houdt hij van apporteren, springt geregeld tegen Fred op en maakt soms blaffende geluiden.

### Baby Puss
Baby Puss is het tweede huisdier van de Flintstones. Hij is een jonge sabeltandtijger. Anders dan Dino is zijn rol in de serie maar bescheiden. Hij wordt voornamelijk gezien in het intro- en slotfilmpje van de originele animatieserie, maar vrijwel nooit in de afleveringen zelf.

## Familie Rubble

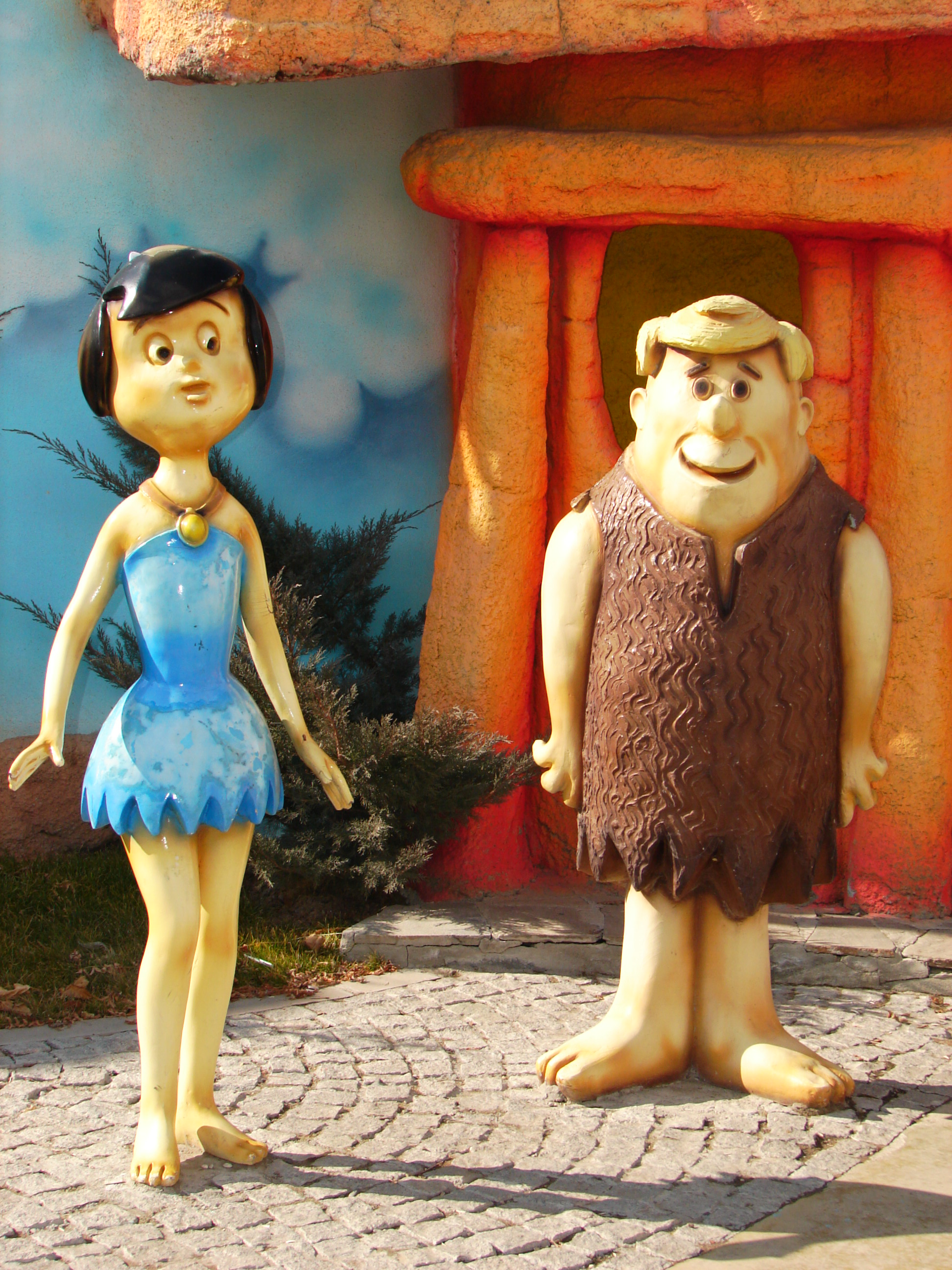
Betty (links) en Barney (rechts) Rubble

De familie Rubble (oorspronkelijke Nederlandse vertaling: Gruizel) zijn de buren van de Flintstones. Dit gezin bestaat uit Barney, zijn vrouw Betty en hun geadopteerde zoontje Bamm-Bamm.

### Barney Rubble
Bernard "Barney" Rubble is Freds beste vriend. Hij heeft blond haar, is klein van stuk en draagt een bruin dierenvel. Zijn persoonlijkheid is gebaseerd op die van Ed Norton in de serie The Honeymooners. Hij is net als Ed een stuk rustiger en wat minder slim dan zijn vriend. Hij vindt zijn leven wel best, maar doet toch mee met Freds plannen om snel rijk te worden daar Fred nu eenmaal zijn vriend is. Toch zijn er zeldzame momenten dat hij en Fred het niet met elkaar eens zijn en zelfs ruzie krijgen.
Net als Fred houdt Barney van bowlen en pool. Verder knutselt hij graag in Freds garage. Als jonge volwassenen werkten Fred en Barney samen in een resort en dienden tijdelijk in het leger. Barneys baan in de originele serie is onbekend, maar er zijn suggesties dat hij bij de Slate Rock and Gravel Company werkt. Later is hij samen met Fred bij de politie gaan werken.

### Betty Rubble
Elizabeth 'Betty' Rubble is de vrouw van Barney en adoptiemoeder van Bamm-Bamm. Ze heeft zwart haar en draagt een blauw dierenvel. Haar persoonlijkheid is gebaseerd op die van Trixie Norton, de vrouw van Ed Norton in de serie The Honeymooners. Ze is een goede vriendin van Wilma Flintstone en spant vaak met haar samen om Fred (en vaak ook Barney) uit de problemen te halen wanneer een van Freds plannen in de soep loopt.
In de originele serie onderging Betty van alle hoofdpersonages de minste karakterontwikkeling. Net als Wilma werkte ze in een resort, waar ze Barney leerde kennen. Net als Wilma is ze huisvrouw in de originele serie, maar wordt ze in latere series journaliste voor de Daily Granite en begint daarna een cateringbedrijf.

### Bamm-Bamm Rubble
Bamm-Bamm Rubble is de zoon van Barney en Betty. Hij werd rond het vierde seizoen van de originele animatieserie als baby aangetroffen voor hun deur, waarna een rechtszaak volgde over de voogdij over hem. Barney en Betty wonnen deze zaak tegen een rijke man die Bamm-Bamm ook wilde adopteren. In de originele serie is Bamm-Bamm verder te zien als kleuter. In latere series ziet men hem ook als tienjarige, tiener en volwassene.
Als kleuter beschikt Bamm-Bamm over bovenmenselijke kracht, wat een running gag vormt in veel afleveringen. In latere series is deze kracht grotendeels verdwenen, vooral omdat hij in deze series wat gevoeliger is geworden en minder snel van brute kracht gebruikmaakt. Hij is zijn hele leven lang goede vrienden met Pebbles Flintstone. Als tiener zit hij op de Bedrock High School, en als volwassene heeft hij werk als monteur. Hij is dan ook getrouwd met Pebbles.

### Hoppy
Hoppy is het huisdier van de Rubbles. Hij is een hopparoo (gelijk aan een kangoeroe). Hij maakt zijn debuut in het vijfde seizoen. Hij komt sporadisch voor in de rest van de serie.

## The Great Gazoo
The Great Gazoo is een klein groen mannetje met een (naar verhouding) groot hoofd, die zijn debuut maakt in het laatste seizoen van de originele serie. Hij lijkt te zijn gebaseerd op het personage Mr. Mxyzptlk van DC Comics.
Gazoo is een buitenaards wezen dat van zijn thuisplaneet is verbannen en zich nu op aarde heeft gevestigd. Hij werd ontdekt door Fred en Barney toen zijn ufo op aarde neerstortte. Gazoo beschikt over enkele bovennatuurlijke krachten. Zo kan hij vliegen en beschikt over telepathische krachten. Fred, Barney en de kinderen zijn de enige personages in de serie die hem te zien krijgen, daar Gazoo zich altijd verborgen houdt voor anderen.
De introductie van Gazoo werd door veel fans gezien als het jumping the shark-moment van de animatieserie. De verhaallijn rondom Gazoo die terug probeert te keren naar zijn thuisplaneet werd nooit afgerond in de serie en in de erop volgende series wordt hij niet meer gezien.
Gazoo komt ook voor in de tweede live-action film, The Flintstones in Viva Rock Vegas.

## Mr. Slate
Sylvester Nate George Oscar Slate is Freds baas bij de Slate Rock and Gravel Company. Hij is bijna kaal, met uitzondering van twee haren op zijn hoofd, en draagt een bril met zwarte glazen. Er zijn geruchten dat hij de oom is van Barney, maar dit is niet zeker. Hoewel Slate altijd naar het bedrijf verwijst als "zijn" bedrijf, is hij in werkelijkheid slechts een opzichter onder bevel van een raad van directeuren.